# 宇部電気
宇部電気株式会社（うべでんきかぶしきがいしゃ）は、明治末期から大正にかけて存在した日本の電力会社である。中国電力ネットワーク管内にかつて存在した事業者の一つ。
山口県宇部市にあった電力会社で、宇部炭田の炭鉱への電力供給を主体に事業を拡大した。開業は1910年（明治43年）。山口県営電気事業の発足に伴い1924年（大正13年）山口県電気局へ統合された。

## 沿革

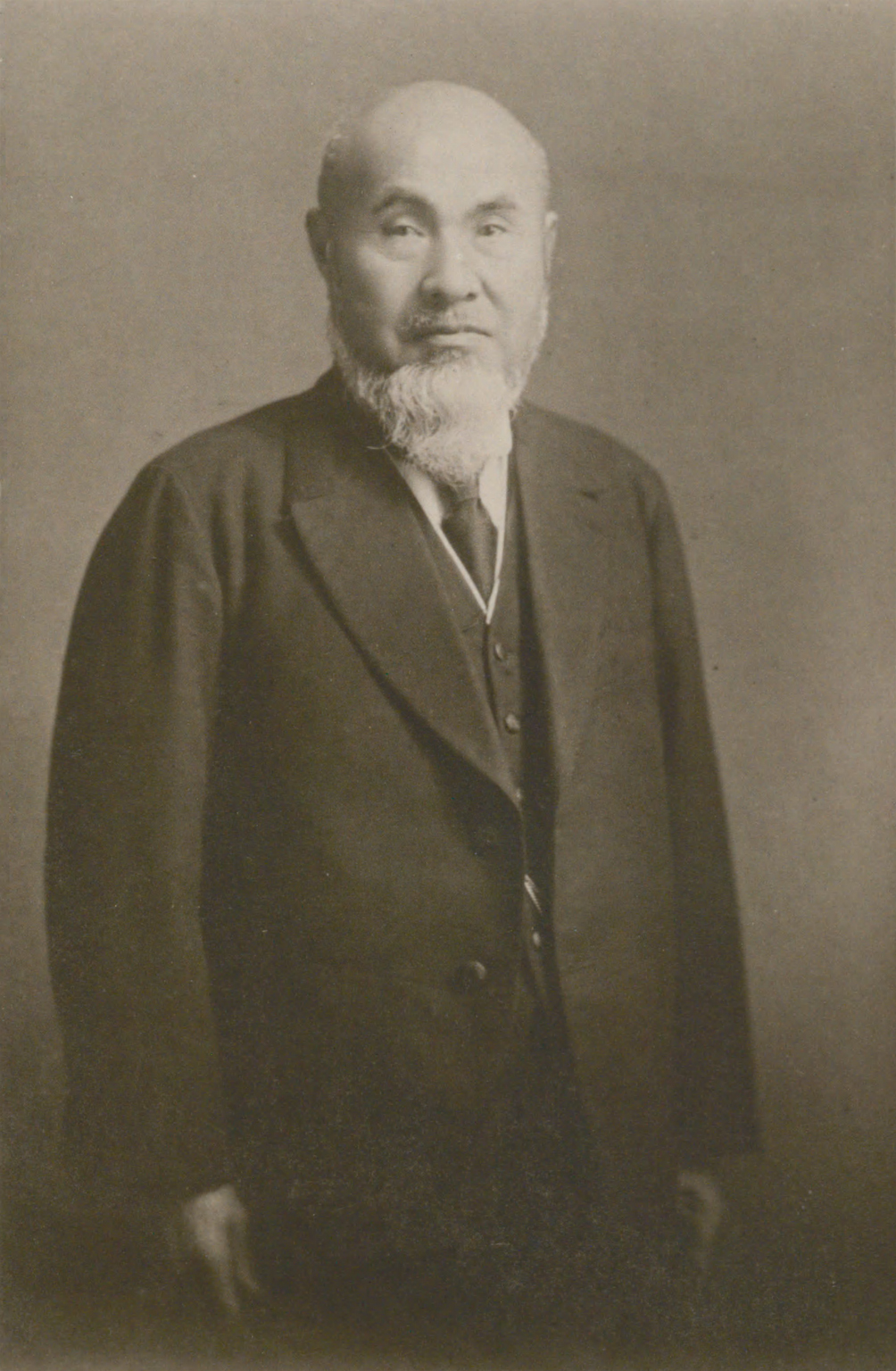
宇部電気社長渡辺祐策

山口県西部に位置する宇部市は、元は厚狭郡宇部村といい、1889年（明治22年）の町村制施行時には人口約6000人の村であった。ところが明治中期から宇部炭田での石炭採掘が活発化し、それとともに機械やセメントなど石炭に関連する工業も起こると人口が増加、1921年（大正10年）には市制施行し下関市に次ぐ人口約4万人を擁する県内第2の都市となった。この宇部市に電力会社が設立されたのは、宇部村時代の1909年（明治42年）11月のことであった。社名は「宇部電気株式会社」といい、設立時の資本金は10万円。社長は沖ノ山炭鉱（UBEの前身）頭取などを務める渡辺祐策で、その他役員には林仙輔・藤本閑作・庄晋太郎ら地元有力者が名を連ねる。
宇部電気は、炭鉱の電化を主目的としながらも、自家発電とはせず電灯・電力の一般供給もあわせて行う電気事業者として設立された。開業は設立半年後の1910年（明治43年）5月24日。宇部村大字中宇部に出力100キロワットの火力発電所（宇部発電所）を建設し、まず宇部村と西隣の藤山村を供給区域として供給を始めた。年内には渡辺の沖ノ山炭鉱にも供給するようになり、炭鉱での電動力利用が始まった。しかし当時は電気の知識が普及しておらず、この地の炭鉱が海底炭鉱であるという事情もあり電化には慎重論が強かった。そこで渡辺は時代の進展に従い電化するが「漸進主義」で進めると決めたという。炭鉱の電化はその後大正時代になると本格化し、蒸気動力では不可能であった長距離の坑道掘削も可能となった。
宇部電気の供給区域はあまり周辺に拡大せず、1916年（大正5年）8月厚南村、翌年8月厚東村、1921年（大正10年）6月二俣瀬村へそれぞれ新規供給を開始する程度に留まった。それでも宇部の発展と炭鉱電化・工業化によって宇部電気の供給実績は着実に拡大し、1918年には電灯1万灯・電力供給2,000キロワットを超え、1923年には約2万5千灯・4,500キロワットに達した。供給事業収入に占める電灯料対電力料の割合は3対7（1922年）であり、電力供給主体の事業者であった。その間、電源は宇部発電所1か所のままであるが、供給増加とともに設備の新設・更新が重ねられている。産炭地であることから石炭価格が安く火力発電でも運転費が抑えられており、料金も特に電力料金が中国地方では最低水準の安さであった。
設立時10万円で始まった資本金は30万円への増資ののち1919年（大正8年）一挙に150万円へ拡大した。この資金を元に積極的な設備投資がなされ、それにつれて利益も増加して年率1割超の高配当を維持した。なお経営陣は設立以来ほとんど動きがなかった。
山口県では1920年代に入ると、県当局により県内の電気事業をすべて県営化し民間事業者の分立状態を統一するという県営電気事業計画が具体化される。対象としてまず宇部電気を含む主要5社が取り上げられ、1922年（大正11年）6月より県営化交渉が始まった。5社中宇部電気・山陽電気（山口市）・中外電気（岩国市）の3社が県営化に合意した結果、翌1923年（大正12年）7月30日、2日前の山陽電気に続き宇部電気と県との間で事業譲渡契約が締結された。そして1924年（大正13年）4月1日付で3社の事業を山口県電気局が引き継ぎ、県営電気事業が開業に至った。
県営化により宇部電気の本社は山口県の「宇部電気出張所」に姿を変えた。また県営化の対価として宇部電気には393万5600円の県債（年利8パーセント）が交付され、株主に対して持株1株につき県債100円が分配された。解散後の清算事務は1924年11月2日に完了し、解散式が挙行された。

## 供給区域
1921年6月末時点における宇部電気の供給区域は以下の5村であった。
- 山口県厚狭郡
  - 宇部村・藤山村（一部）・厚南村・厚東村・二俣瀬村（すべて現・宇部市）

## 発電所
宇部電気の火力発電所は宇部村大字中宇部に所在。発電所名は宇部発電所、県営時代の改称後は宇部第一発電所という。
1910年5月の開業段階では、三菱神戸造船所製の蒸気機関・発電機各1台を備える出力100キロワットの発電所であった。1911年（明治44年）11月、炭鉱への本格供給に備え100キロワット発電機1台が増設されたのが最初の発電所拡張で、以後1914年（大正13年）12月250キロワット発電機、1915年（大正4年）6月150キロワット発電機と小型発電機の増設が続いた。
蒸気タービンを原動機とするタービン発電機は1915年8月に初めて設置された。1,000キロワット発電機でアメリカのゼネラル・エレクトリック (GE) 製である。本来ドイツのシーメンスから輸入する予定であったが、第一次世界大戦の勃発で輸入が途絶したため大阪電灯の中古機器を買い入れたもの。続いて1917年（大正6年）7月に増設した400キロワット発電機もアメリカから輸入する予定が機械輸出禁止措置で入手できなくなったことによる代替品（京都電灯の中古品）であった。この増設までの間に電力不足が発生し、一時石炭業の不振と故障を招いたという。
1918年（大正7年）12月、三菱長崎造船所製の1,250キロワットタービン発電機を増設。一方で不要となった400キロワット以下の小型発電機5台（出力合計1,000キロワット）を撤去した。増設はなおも続き、1919年（大正8年）6月アメリカから輸入のGE製1,250キロワットタービン発電機、1920年（大正9年）9月同じくGE製の1,500キロワットタービン発電機、1921年（大正10年）6月スイス製4,000キロワットタービン発電機（タービンがエッシャーウイス (EW) 製、発電機がブラウン・ボベリ製）をそれぞれ据え付けている。
4,000キロワット発電機増設をもって増設工事は一旦打ち切られており、宇部電気時代の宇部発電所は最終的に常用4,000キロワット・予備4,000キロワットの出力を擁する発電所となった。予備設備が多いのは、主要供給先が炭鉱であるため送電トラブルが許されないことによる。1924年4月の県営化ののち1927年（昭和2年）5月発電機の増設で認可出力が4,000キロワットから7,500キロワットに引き上げられた。この段階での設備は以下の通り。
- ボイラー ：
  - バブコック・アンド・ウィルコックス (B&W) 製計7台（うち1台予備）
- タービン発電機 ：
  - 三菱造船製1,562.5kVA発電機1台
  - ゼネラル・エレクトリック製1,562.5kVA発電機1台
  - ゼネラル・エレクトリック製1,875kVA発電機1台
  - エッシャーウイス／ブラウン・ボベリ製5,000kVA発電機1台（予備）
  - AEG製5,000kVA発電機1台

翌1928年（昭和3年）、セメント工場に隣接する沖ノ山炭鉱埋立地に県営宇部第二発電所が竣工する。以後の増設工事は同発電所に移り、宇部第一発電所の拡張は行われなかった。その後戦時下の配電統制では中国配電への出資対象となり、1942年（昭和17年）4月に県から中国配電へ移管される。同社によって1943年（昭和18年）8月18日付で宇部第一発電所は出力7,500キロワットのまま廃止された。